# بوشيفيل (كيبك)
بوشيفيل، كيبك (بالإنجليزية: Boucherville)‏ هي مدينة كندية تقع في مقاطعة كيبك. تبلغ مساحة هذه المدينة 70.8078 (كم²)، ويبلغ عدد سكانها 39062 نسمة حسب إحصاء سنة 2006 م، بينما كان يسكنها 36253 نسمة في سنة 2001 م. تحتل هذه المدينة المرتبة رقم 114 بين مدن كندا حسب عدد السكان والمرتبة رقم 27 في المقاطعة. النمو سكاني في هذه المدينة يقدر بـ(7.7).

## توأمة
لبوشيفيل (كيبك) اتفاقيات توأمة مع كل من:
- Mortagne-au-Perche [الإنجليزية]‏ منذ (1966 - )
- لزابيم (1988 - )
- كينغستون
- تروا ريفيير

## أعلام
- غيلبرت ديلورم
- كيفن مارشال
- توسان شاربونو
- لويس فونتين
- جوناثان دوهامل

## وصلات خارجية
- الأطلس الحكومي لكندا
- إحصاءات كندا مع ساعة تعداد السكان